# Pernette Osinga
Pernette Osinga es una deportista neerlandesa que compitió en esgrima, especialista en la modalidad de espada.
Ganó una medalla de bronce en el Campeonato Mundial de Esgrima de 1992 y una medalla de bronce en el Campeonato Europeo de Esgrima de 1991, ambas en la prueba individual.

## Palmarés internacional
| Campeonato Mundial | Campeonato Mundial | Campeonato Mundial | Campeonato Mundial |
| Año                | Lugar              | Medalla            | Prueba             |
| ------------------ | ------------------ | ------------------ | ------------------ |
| 1992               | La Habana (Cuba)   | Medalla de bronce  | Espada individual  |
| Campeonato Europeo |                    |                    |                    |
| Año                | Lugar              | Medalla            | Prueba             |
| 1991               | Viena (Austria)    | Medalla de bronce  | Espada individual  |